# Valeriana rhodoleuca
Valeriana rhodoleuca là một loài thực vật có hoa trong họ Kim ngân. Loài này được H.B. Chen & C.Y. Cheng miêu tả khoa học đầu tiên năm 1992.